# Jonathan Ndiku
Jonathan Muia Ndiku (ur. 18 września 1991) – kenijski lekkoatleta specjalizujący się w biegach przeszkodowych.
W 2007 zajął 4. miejsce w biegu na 2000 metrów z przeszkodami podczas rozegranych w Ostrawie mistrzostw świata juniorów młodszych. Rok później, już na dystansie o kilometr dłuższym, zdobył złoto mistrzostw świata juniorów. Mistrz Afryki juniorów z 2009 roku. W 2010 obronił złoto, które wywalczył dwa lata wcześniej i ponownie został mistrzem świata juniorów. Złoty medalista igrzysk Wspólnoty Narodów w Glasgow oraz wicemistrz Afryki (2014). Stawał na podium mistrzostw Kenii. 

## Osiągnięcia
| Rok  | Impreza                               | Miejsce   | Konkurencja                   | Lokata     | Wynik   |
| ---- | ------------------------------------- | --------- | ----------------------------- | ---------- | ------- |
| 2007 | Mistrzostwa świata juniorów młodszych | Ostrawa   | bieg na 2000 m z przeszkodami | 4. miejsce | 5:37,30 |
| 2008 | Mistrzostwa świata juniorów           | Bydgoszcz | bieg na 3000 m z przeszkodami | 1. miejsce | 8:17,28 |
| 2008 | Igrzyska Wspólnoty Narodów Juniorów   | Pune      | bieg na 1500 m                | 1. miejsce | 3:45,96 |
| 2009 | Mistrzostwa Afryki juniorów           | Bambous   | bieg na 3000 m z przeszkodami | 1. miejsce | 8:28,83 |
| 2010 | Mistrzostwa świata juniorów           | Moncton   | bieg na 3000 m z przeszkodami | 1. miejsce | 8:23,48 |
| 2014 | Igrzyska Wspólnoty Narodów            | Glasgow   | bieg na 3000 m z przeszkodami | 1. miejsce | 8:10,44 |
| 2014 | Mistrzostwa Afryki                    | Marrakesz | bieg na 3000 m z przeszkodami | 2. miejsce | 8:37,67 |

## Rekordy życiowe
- bieg na 3000 metrów z przeszkodami – 8:07,75 (2011); 13 lipca 2008 w Bydgoszczy  ustanowił rekord świata kadetów w tej konkurencji – 8:17,28[3][4]
- bieg na 3000 metrów – 7:39,63 (2014)
- bieg na 5000 metrów – 13:11,99 (2009)